# Bundestagswahlkreis Erfurt – Weimar – Weimarer Land II
Der Wahlkreis Erfurt – Weimar – Weimarer Land II (Wahlkreis 192; bis zur Bundestagswahl 2021 Wahlkreis 193) ist ein Bundestagswahlkreis in Thüringen der seit der Bundestagswahl 2005 besteht. Er umfasst die kreisfreien Städte Erfurt und Weimar sowie die Landgemeinde Grammetal des Landkreises Weimarer Land.

## Bundestagswahl 2025
Für Die Linke trat der ehemalige Thüringer Ministerpräsident Bodo Ramelow als Teil der sogenannten „Mission Silberlocke“ an. Das ursprüngliche Ziel drei Direktmandate zu erreichen, zusammen mit Dietmar Bartsch im Wahlkreis Rostock – Landkreis Rostock II und Gregor Gysi im Wahlkreis Berlin-Treptow – Köpenick, erübrigte sich durch das Erreichen der Fünf-Prozent-Hürde. Katrin Göring-Eckardt war als Spitzenkandidatin der Grünen über die Landesliste abgesichert und bekam nur ca. ein Drittel der Erststimmen im Vergleich zu den Zweitstimmen der Partei. Ebenfalls abgesichert war Carsten Schneider als Spitzenkandidat der Landes-SPD. Hier fiel der Stimmenunterschied geringer aus.
| Kandidaten                       | Kandidaten                | Parteien/Listen     | Erststimmen | Erststimmen | Zweitstimmen | Zweitstimmen |
| Kandidaten                       | Kandidaten                | Parteien/Listen     | Stimmen     | %           | Stimmen      | %            |
| -------------------------------- | ------------------------- | ------------------- | ----------- | ----------- | ------------ | ------------ |
|                                  | Alexander Claus           | AfD                 | 46.612      | 26,7        | 46.999       | 26,9         |
|                                  | Carsten Schneider         | SPD                 | 13.900      | 7,9         | 18.407       | 10,5         |
|                                  | Michael Hose              | CDU                 | 28.587      | 16,3        | 30.714       | 17,6         |
|                                  | Bodo Ramelowgewählt im WK | Die Linke           | 64.390      | 36,8        | 38.667       | 22,1         |
|                                  | Thomas Kemmerich          | FDP                 | 3.350       | 1,9         | 5.035        | 2,9          |
|                                  | Katrin Göring-Eckardt     | GRÜNE               | 5.458       | 3,1         | 15.313       | 8,8          |
|                                  | Frank Ruthmann            | FREIE WÄHLER        | 1.918       | 1,1         | 1.760        | 1,0          |
|                                  | —                         | Volt                | –           | –           | 1.593        | 0,9          |
|                                  | Tassilo Timm              | MLPD                | 353         | 0,2         | 276          | 0,2          |
|                                  | —                         | Bündnis Deutschland | –           | –           | 395          | 0,2          |
|                                  | Gernot Süßmuth            | BSW                 | 10.299      | 5,9         | 15.686       | 9,0          |
| Gesamt                           | Gesamt                    | Gesamt              | 174.867     | 100         | 174.845      | 100          |
|                                  |                           |                     |             |             |              |              |
| Ungültige Stimmen                | Ungültige Stimmen         | Ungültige Stimmen   | 1.073       | 0,6         | 1.095        | 0,6          |
| Wähler                           | Wähler                    | Wähler              | 175.940     | 82,1        | 175.940      | 82,1         |
| Wahlberechtigte                  | Wahlberechtigte           | Wahlberechtigte     | 214.387     |             | 214.387      |              |
|                                  |                           |                     |             |             |              |              |
| Quellen: Die Bundeswahlleiterin, |                           |                     |             |             |              |              |

## Wahlkreisgeschichte
Das Gebiet des Wahlkreises gehört vor 2005 zu den beiden Bundestagswahlkreisen Erfurt und Jena – Weimar – Weimarer Land.
| Wahl      | Wahlkreisname                          | Gebiet                                                                    |
| --------- | -------------------------------------- | ------------------------------------------------------------------------- |
| 2005      | 194 Erfurt – Weimar – Weimarer Land II | Erfurt, Weimar und vom Landkreis Weimarer Land die Landgemeinde Grammetal |
| 2009–2021 | 193 Erfurt – Weimar – Weimarer Land II | Erfurt, Weimar und vom Landkreis Weimarer Land die Landgemeinde Grammetal |
| 2025–     | 192 Erfurt – Weimar – Weimarer Land II | Erfurt, Weimar und vom Landkreis Weimarer Land die Landgemeinde Grammetal |

## Wahlkreisabgeordnete
| Wahl | Abgeordneter | Abgeordneter      | Partei | Stimmen in % |
| ---- | ------------ | ----------------- | ------ | ------------ |
| 2005 |              | Carsten Schneider | SPD    | 31,5         |
| 2009 |              | Antje Tillmann    | CDU    | 30,8         |
| 2013 | 37,1         | Antje Tillmann    | CDU    |              |
| 2017 | 27,3         | Antje Tillmann    | CDU    |              |
| 2021 |              | Carsten Schneider | SPD    | 24,4         |
| 2025 |              | Bodo Ramelow      | LINKE  | 36,8         |

## Historische Wahlergebnisse

### Bundestagswahl 2021
| Kandidaten                       | Kandidaten                     | Parteien/Listen   | Erststimmen | Erststimmen | Zweitstimmen | Zweitstimmen |
| Kandidaten                       | Kandidaten                     | Parteien/Listen   | Stimmen     | %           | Stimmen      | %            |
| -------------------------------- | ------------------------------ | ----------------- | ----------- | ----------- | ------------ | ------------ |
|                                  | Antje Tillmann                 | CDU               | 28.639      | 17,4        | 23.580       | 14,3         |
|                                  | Sascha Schlösser               | AfD               | 27.235      | 16,5        | 26.803       | 16,2         |
|                                  | Susanne Hennig-Wellsow         | DIE LINKE         | 26.972      | 16,4        | 23.055       | 14,0         |
|                                  | Carsten Schneidergewählt im WK | SPD               | 40.185      | 24,4        | 39.378       | 23,9         |
|                                  | Christian Poloczek-Becher      | FDP               | 12.309      | 7,5         | 15.504       | 9,4          |
|                                  | Katrin Göring-Eckardt          | GRÜNE             | 19.483      | 11,8        | 21.831       | 13,2         |
|                                  | –                              | FREIE WÄHLER      | –           | –           | 2.162        | 1,3          |
|                                  | Sindy Malsch                   | Die PARTEI        | 4.932       | 3,0         | 2.650        | 1,6          |
|                                  | –                              | NPD               | –           | –           | 292          | 0,2          |
|                                  | –                              | ÖDP               | –           | –           | 298          | 0,2          |
|                                  | –                              | PIRATEN           | –           | –           | 1.203        | 0,7          |
|                                  | –                              | V-Partei³         | –           | –           | 196          | 0,1          |
|                                  | Tassilo Timm                   | MLPD              | 649         | 0,4         | 345          | 0,2          |
|                                  | Ulrich Josef Masuth            | die Basis         | 4.258       | 2,6         | 3.048        | 1,8          |
|                                  | –                              | MENSCHLICHE WELT  | –           | –           | 438          | 0,3          |
|                                  | –                              | Die Humanisten    | –           | –           | 236          | 0,1          |
|                                  | –                              | Tierschutzpartei  | –           | –           | 2.777        | 1,7          |
|                                  | –                              | Team Todenhöfer   | –           | –           | 465          | 0,3          |
|                                  | –                              | Volt              | –           | –           | 737          | 0,4          |
| Gesamt                           | Gesamt                         | Gesamt            | 164.662     | 100         | 164.998      | 100          |
|                                  |                                |                   |             |             |              |              |
| Ungültige Stimmen                | Ungültige Stimmen              | Ungültige Stimmen | 1.942       | 1,2         | 1.606        | 1,0          |
| Wähler                           | Wähler                         | Wähler            | 166.604     | 76,4        | 166.604      | 76,4         |
| Wahlberechtigte                  | Wahlberechtigte                | Wahlberechtigte   | 217.944     |             | 217.944      |              |
|                                  |                                |                   |             |             |              |              |
| Quellen: Die Bundeswahlleiterin, |                                |                   |             |             |              |              |

### Bundestagswahl 2017
Die Bundestagswahl 2017 fand am 24. September statt. Der Wahlkreis gehört zu den beiden der acht verbliebenen Wahlkreise Thüringens, die 2017 nicht neu zugeschnitten wurden. Antje Tillmann (CDU) verteidigte ihr Direktmandat.
| Kandidaten                     | Kandidaten                  | Parteien/Listen   | Erststimmen | Erststimmen | Zweitstimmen | Zweitstimmen |
| Kandidaten                     | Kandidaten                  | Parteien/Listen   | Stimmen     | %           | Stimmen      | %            |
| ------------------------------ | --------------------------- | ----------------- | ----------- | ----------- | ------------ | ------------ |
|                                | Antje Tillmanngewählt im WK | CDU               | 43.305      | 26,1        | 42.168       | 25,4         |
|                                | Martina Renner              | DIE LINKE         | 30.948      | 18,7        | 32.239       | 19,4         |
|                                | Carsten Schneider           | SPD               | 30.257      | 18,2        | 23.535       | 14,2         |
|                                | Stephan Brandner            | AfD               | 28.960      | 17,5        | 30.166       | 18,2         |
|                                | Katrin Göring-Eckardt       | GRÜNE             | 11.722      | 7,1         | 12.666       | 7,6          |
|                                | —                           | NPD               | –           | –           | 1.129        | 0,7          |
|                                | Thomas L. Kemmerich         | FDP               | 9.975       | 6,0         | 14.260       | 8,6          |
|                                | Peter Städter               | Piraten           | 1.668       | 1,0         | 1.143        | 0,7          |
|                                | Detlef-Michael Frahm        | Freie Wähler      | 1.858       | 1,1         | 1.598        | 1,0          |
|                                | Thomas Hanf                 | ödp               | 1.541       | 0,9         | 1.084        | 0,7          |
|                                | —                           | MLPD              | –           | –           | 240          | 0,1          |
|                                | —                           | BGE               | –           | –           | 951          | 0,6          |
|                                | —                           | DM                | –           | –           | 663          | 0,4          |
|                                | Dirk Waldhauer              | Die Partei        | 3.691       | 2,2         | 3.715        | 2,2          |
|                                | —                           | V-Partei³         | –           | –           | 601          | 0,4          |
| Gesamt                         | Gesamt                      | Gesamt            | 165.925     | 100         | 166.158      | 100          |
|                                |                             |                   |             |             |              |              |
| Ungültige Stimmen              | Ungültige Stimmen           | Ungültige Stimmen | 2.310       | 1,4         | 2.077        | 1,2          |
| Wähler                         | Wähler                      | Wähler            | 168.235     | 75,8        | 168.235      | 75,8         |
| Wahlberechtigte                | Wahlberechtigte             | Wahlberechtigte   | 221.922     |             | 221.922      |              |
|                                |                             |                   |             |             |              |              |
| Quellen: Der Bundeswahlleiter, |                             |                   |             |             |              |              |

### Bundestagswahl 2013
| Kandidaten                     | Kandidaten                  | Parteien/Listen       | Erststimmen | Erststimmen | Zweitstimmen | Zweitstimmen |
| Kandidaten                     | Kandidaten                  | Parteien/Listen       | Stimmen     | %           | Stimmen      | %            |
| ------------------------------ | --------------------------- | --------------------- | ----------- | ----------- | ------------ | ------------ |
|                                | Antje Tillmanngewählt im WK | CDU                   | 56.992      | 37,1        | 53.123       | 34,5         |
|                                | Karola Stange               | Die Linke.            | 35.917      | 23,4        | 35.421       | 23,0         |
|                                | Carsten Schneider           | SPD                   | 36.694      | 23,9        | 27.159       | 17,6         |
|                                | Florian Andreas Hartjen     | FDP                   | 1.781       | 1,2         | 4.015        | 2,6          |
|                                | Dieter Lauinger             | Bündnis 90/Die Grünen | 9.151       | 6,0         | 13.125       | 8,5          |
|                                | Jan Morgenroth              | NPD                   | 4.774       | 3,1         | 3.554        | 2,3          |
|                                | Manfred Schubert            | PIRATEN               | 5.670       | 3,7         | 4.849        | 3,1          |
|                                | –                           | ÖDP/Familie           | –           | –           | 1.005        | 0,7          |
|                                | –                           | REP                   | –           | –           | 267          | 0,2          |
|                                | –                           | MLPD                  | –           | –           | 248          | 0,2          |
|                                | –                           | AfD                   | –           | –           | 9.328        | 6,1          |
|                                | Helmut Besser               | FREIE WÄHLER          | 2.699       | 1,8         | 2.012        | 1,3          |
| Gesamt                         | Gesamt                      | Gesamt                | 153.678     | 100         | 154.106      | 100          |
|                                |                             |                       |             |             |              |              |
| Ungültige Stimmen              | Ungültige Stimmen           | Ungültige Stimmen     | 2.689       | 1,7         | 2.261        | 1,4          |
| Wähler                         | Wähler                      | Wähler                | 156.367     | 69,8        | 156.367      | 69,8         |
| Wahlberechtigte                | Wahlberechtigte             | Wahlberechtigte       | 224.121     |             | 224.121      |              |
|                                |                             |                       |             |             |              |              |
| Quellen: Der Bundeswahlleiter, |                             |                       |             |             |              |              |

### Bundestagswahl 2009
| Kandidaten                                          | Kandidaten                  | Parteien/Listen       | Erststimmen | Erststimmen | Zweitstimmen | Zweitstimmen |
| Kandidaten                                          | Kandidaten                  | Parteien/Listen       | Stimmen     | %           | Stimmen      | %            |
| --------------------------------------------------- | --------------------------- | --------------------- | ----------- | ----------- | ------------ | ------------ |
|                                                     | Carsten Schneider           | SPD                   | 33.488      | 22,4        | 26.897       | 18,0         |
|                                                     | Frank Spieth                | Die Linke             | 43.050      | 28,8        | 41.801       | 27,9         |
|                                                     | Antje Tillmanngewählt im WK | CDU                   | 45.931      | 30,8        | 41.777       | 27,9         |
|                                                     | Stefan Feuerstein           | FDP                   | 8.897       | 6,0         | 13.429       | 9,0          |
|                                                     | Dieter Lauinger             | Bündnis 90/Die Grünen | 12.137      | 8,1         | 15.630       | 10,4         |
|                                                     | Frank Schwerdt              | NPD                   | 4.151       | 2,8         | 3.762        | 2,5          |
|                                                     | –                           | REP                   | –           | –           | 451          | 0,3          |
|                                                     | –                           | MLPD                  | –           | –           | 239          | 0,2          |
|                                                     | –                           | ödp                   | –           | –           | 600          | 0,4          |
|                                                     | –                           | PIRATEN               | –           | –           | 4.958        | 3,3          |
|                                                     | Matthias Fimmel             | Einzelbewerber        | 947         | 0,6         | –            | –            |
|                                                     | Dieter Schumann             | Einzelbewerber        | 673         | 0,5         | –            | –            |
| Gesamt                                              | Gesamt                      | Gesamt                | 149.274     | 100         | 149.598      | 100          |
|                                                     |                             |                       |             |             |              |              |
| Ungültige Stimmen                                   | Ungültige Stimmen           | Ungültige Stimmen     | 1.962       | 1,3         | 1.638        | 1,1          |
| Wähler                                              | Wähler                      | Wähler                | 151.236     | 67,0        | 151.236      | 67,0         |
| Wahlberechtigte                                     | Wahlberechtigte             | Wahlberechtigte       | 225.708     |             | 225.708      |              |
|                                                     |                             |                       |             |             |              |              |
| Quellen: Der Bundeswahlleiter, wahlen.thueringen.de |                             |                       |             |             |              |              |

### Bundestagswahl 2005
| Kandidaten                     | Kandidaten                     | Parteien/Listen       | Erststimmen | Erststimmen | Zweitstimmen | Zweitstimmen |
| Kandidaten                     | Kandidaten                     | Parteien/Listen       | Stimmen     | %           | Stimmen      | %            |
| ------------------------------ | ------------------------------ | --------------------- | ----------- | ----------- | ------------ | ------------ |
|                                | Carsten Schneidergewählt im WK | SPD                   | 52.304      | 31,5        | 51.375       | 30,8         |
|                                | Antje Tillmann                 | CDU                   | 45.728      | 27,5        | 37.749       | 22,7         |
|                                | Frank Spieth                   | Die Linke             | 43.520      | 26,2        | 43.048       | 25,8         |
|                                | Patrick Kurth                  | FDP                   | 6.801       | 4,1         | 12.638       | 7,6          |
|                                | Katrin Göring-Eckardt          | Bündnis 90/Die Grünen | 12.553      | 7,6         | 13.638       | 8,2          |
|                                | Walter Beck                    | NPD                   | 5.145       | 3,1         | 4.235        | 2,5          |
|                                | –                              | REP                   | –           | –           | 1.241        | 0,7          |
|                                | −                              | GRAUE                 | –           | –           | 2.080        | 1,2          |
|                                | –                              | MLPD                  | –           | –           | 536          | 0,3          |
| Gesamt                         | Gesamt                         | Gesamt                | 166.051     | 100         | 166.540      | 100          |
|                                |                                |                       |             |             |              |              |
| Ungültige Stimmen              | Ungültige Stimmen              | Ungültige Stimmen     | 3.221       | 1,9         | 2.732        | 1,6          |
| Wähler                         | Wähler                         | Wähler                | 169.272     | 75,8        | 169.272      | 75,8         |
| Wahlberechtigte                | Wahlberechtigte                | Wahlberechtigte       | 223.315     |             | 223.315      |              |
|                                |                                |                       |             |             |              |              |
| Quellen: Der Bundeswahlleiter, |                                |                       |             |             |              |              |